# Nowy Bank Rozwoju
Nowy Bank Rozwoju (ang. New Development Bank) – instytucja finansowa założona w ramach BRICS. Jej kapitał początkowy wynosi 50 miliardów USD i jest podzielony po równo między pięciu członków. Wspiera ona zrównoważony rozwój i inwestycje infrastrukturalne, które przeprowadzają kraje rozwijające się. Jej siedziba znajduje się w Szanghaju, a dyrektorem od 23 marca 2023 jest Dilma Rousseff.